# Marosbéld
Marosbéld (korábban Béld, románul: Beldiu) falu Romániában, Erdélyben, Fehér megyében.

## Fekvése
Tövistől 5 km-re északkeletre, Gyulafehérvár és Nagyenyed között, a Maros jobb partján fekvő település. A DN1-es főúton közelíthető meg.

## Nevének eredete
Egy 11. századi magyar krónika elmondása szerint a Bár–Kalán nemzetségbeli Keán harcban állt testvérével, Kulannal, akit egy bizonyos Beliud megsegített, és később Belud (Béld) megörökölte Kulan földjét. Ez a Beliud, Kalán veje volt Géza fejedelem és Sarolt házassági tanácsadója. Ez a Beliud lehetett a falu névadója, talán mint a gyula országának egyik előkelősége, aki a békeszerző szerepét vállalta a házasságközvetítéssel.

## Története
Marosbéld Árpád-kori település. Nevét már 1219-ben Laur. de v. Belud néven említették az oklevelek, mikor az erdélyi vajda Béldi Lőrincet a gyulafehérvári káptalannal szemben Váradra küldte tüzesvaspróbára.
1319-ben birtokosa Domokos itteni földjét Jákóra hagyja eltartás fejében. E Jákót 1319-ben királyi emberként említették Szentbenedeken.
1468-ban és 1471-ben Beld-i Balázs nevét említették egy oklevélben, aki 1471-ben egy hatalmaskodási ügyben tett vallomást, 1499-ben pedig Beeld-i Kelemen mint szomszéd volt jelen a mindszenti iktatáson.
A trianoni békeszerződés előtt Alsó-Fehér vármegye Nagyenyedi járásához tartozott.
1910-ben 364 lakosából 357 fő román, 7 magyar volt. A népességből 354 főgörögkatolikus, 6 református volt.
A 2002-es népszámláláskor 258 lakója közül 257 fő (99,6%) román, 1 (0,4%) cigány volt.